# Puyehue
Puyehue je aktivní sopka, která se nachází v jižní části Chile v Národním parku Puyehue asi 800 km jižně od hlavního města Santiago de Chile. V současnosti je nečinná, poslední erupce skončila v dubnu 2012.

## Geografická charakteristika
Stratovulkán Puyehue je součástí vulkanického komplexu Puyehue-Cordón Caulle, který tvoří čtyři sopky – Puyehue, Cordón Caulle, Mencheca a Carrán.

## Erupce v roce 2011
Dne 3. června 2011 došlo k erupci a o den později již erupční sloupec popela dosáhl výšky 10 km. Z okolí vulkánu bylo na chilském a argentinském území evakuováno asi 3 500 osob. V oblasti jižního Chile a jihozápadní Argentiny byla dočasně pozastavena letecká doprava. Erupce na indexu vulkanické aktivity dosáhla stupně VEI 5.